# 隼人塚
隼人塚（はやとづか）は、鹿児島県霧島市隼人町内山田にある仏教関連遺跡。大正10年（1921年）3月3日、国の史跡に指定されている。

## 構造
高さ2メートルの丘の上に五重石塔3基が立ち、その周りに武人石像4体が立つ。かつては石塔はいずれも折れており、武人像のうち2体は塚からやや離れた場所に、半分埋まった状態で立っていた。

### 石塔
石塔は中央の1基が高さ6.6メートル、両脇の2基が約5.5〜5.6メートルとなっている。発掘調査で欠落部分の石材が出土し、五重の石塔に復元された。ただし頂部の相輪は見つからず、姶良市日木山の加治木氏宝塔（1242年）など西日本の石塔相輪を参考に復元された。軸石には仏像が彫られており、仏像の表現は平安時代から奥州藤原氏の仏教美術にみられる。

### 石像
武人石像は四天王の石像である。復元前から立っていた持国天像、明治時代後半に持ち出され、1915年（大正4年）に戻された増長天像、離れて埋まっていた広目天像・多聞天像があり、このほかに発掘調査では線路側からいずれの石像にも接合しない石像の部材と邪鬼台座の部材が出土している。

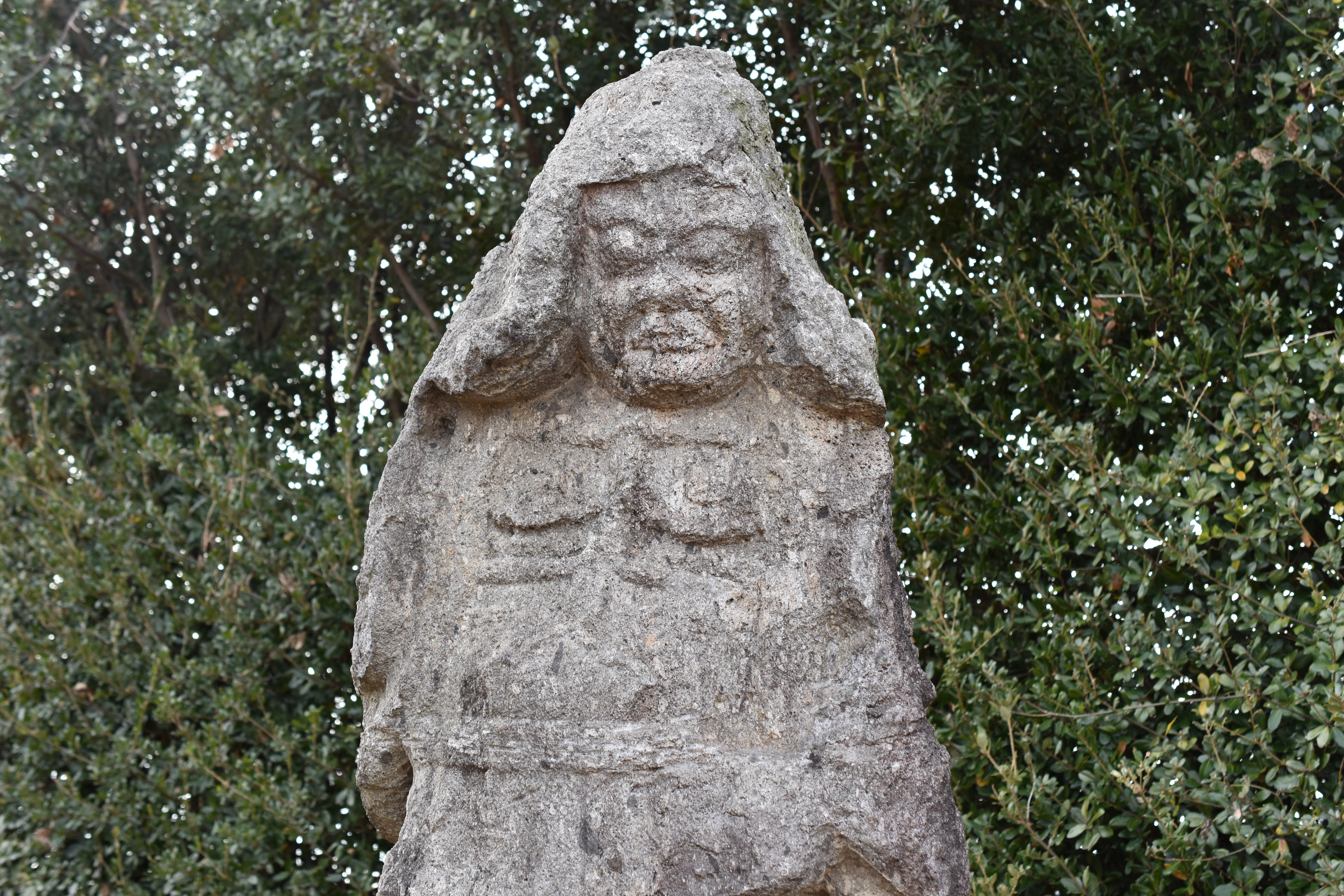
多聞天像

## 由来
鹿児島神宮（大隅正八幡宮）社家に伝わる『桑幡家文書』には、1737年（元文3年）写本の「注進 當社本地垂迹之事」に「放生会ノ大路ニ五重ニ三基ノ石塔有四天王ノ石像在」とあることから、原本が書かれた南北朝時代初期には存在したと考えられている。その由来について、発掘調査以前には以下のような説が紹介されていた。
1. 和銅元年説
熊襲の祟り鎮めのため和銅元年（708年）に作った（『桑幡家文書』）。
2. 養老4年説
養老4年（720年）の隼人の反乱における死者の慰霊のために作ったという説。
3. 正国寺跡説
かつてこの地にあった、鹿児島神宮の戒壇所であった正国寺の仏塔の跡という説。隼人塚付近には「菩提寺」という小字が残っている。正国寺は『三国名勝図会』によると尼寺であったとされ、1939年（昭和14年）刊行の『鹿児島縣史』には大隅国分尼寺後裔という説も記されている。『三国名勝図会』には、放生会がこの場所で行われていたという記述があり、2000年（平成12年）に再興された。
4. 廃仏毀釈の跡説
明治維新以降、廃仏毀釈で壊された仏塔や石塔を寄せ集めたという説。『三国名勝図会』には石塔2基と石像が原口（現・隼人駅付近）にあるという記述があることから、そこから移築されたという説も有った。
しかし発掘調査の結果、寺院の遺構は確認できなかったが、塚を囲むように二重の石垣が検出され、石塔の残りの部分も出土した。さらに、塚の上に石塔の基部が出土したことから、他の場所からの移築説はほぼ否定された。さらに「旧正国寺跡石仏」（隼人塚史跡館所蔵、鹿児島県指定有形文化財）と同じ康治元年（1142年）の銘を持つ石仏が出てきたことから、現在の史跡隼人塚は平安時代後期に正国寺の前身寺院として作られたという説が有力になっている。
隼人塚という名称を最初に用いたのは、鹿児島神宮の神主であった桑幡公幸である。彼の1903年（明治36年）の著作である『国分の古蹟』に「隼人塚、一名熊襲塚」と記されているのが初出である。それまでは軍神塚、将軍塚（明治35年陸軍参謀本部地図）、熊襲塚などと呼ばれていた。

## 修復・保存

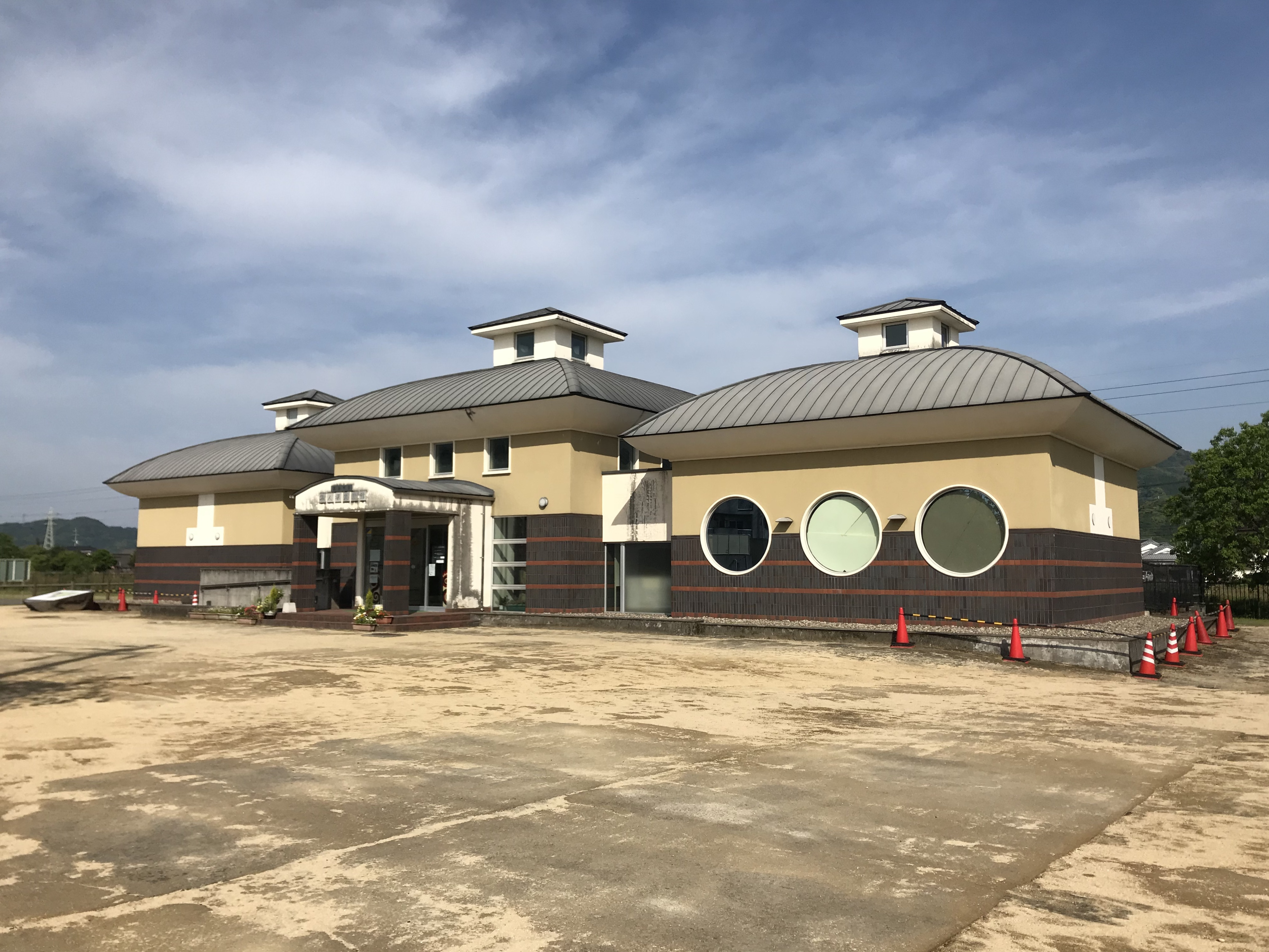
霧島市立隼人塚史跡館

1970年（昭和45年）に、石塔の積み直しとモルタルによる修復が行われたが、長らく風雨に晒されたこともあり、またモルタルによって石塔の外観が損なわれていたことから、1992年（平成4年）から整備事業に着手。1994年（平成6年）から始まった一連の発掘調査の後に、石塔の復元と石像の再配置、修復が行われ、2000年（平成12年）に整備が完了した。

## もう1つの隼人塚
江戸時代の地誌記録『三国名勝図会』には、史跡隼人塚より約4キロメートル北東の国分重久付近にある「隼人塚」が紹介されている。
ここは、かつては鬱蒼とした森のようであったらしいが、現在は木などは全く無く水田になっておりその中に石碑が建てられている。この一帯は、養老4年（720年）の隼人の反乱の際の、隼人の戦死者や斬首死体を埋めた場所であるといわれており、首塚ともいわれている。この周辺にはその関連性を思わせるような、「真板田」（まないただ）、「猪切薮」（ししきりやぶ）といった地名も残っている。この場所の近くには、現在は日向三代の夫婦神が祀られているが、元々は隼人の神々を祀っていたともいわれる止上神社が鎮座している。この神社では、隼人の霊魂が祟りをなし人民に害を及ぼしたため、その霊を鎮めるために「王の御幸」という祭りが慶長の中頃まで行われていた。

## 文化財

### 国の史跡
- 隼人塚 - 1921年（大正10年）3月3日指定[2]。

### 関連文化財
隼人塚史跡館収蔵資料。
- 正国寺跡石仏 3躯 - 鹿児島県指定有形文化財（彫刻）。隼人塚史跡館保管。1997年（平成9年）4月21日指定。
- 鹿児島神宮四天王石像 - 霧島市指定有形文化財（歴史資料）。隼人塚史跡館保管。1994年（平成6年）6月7日指定。

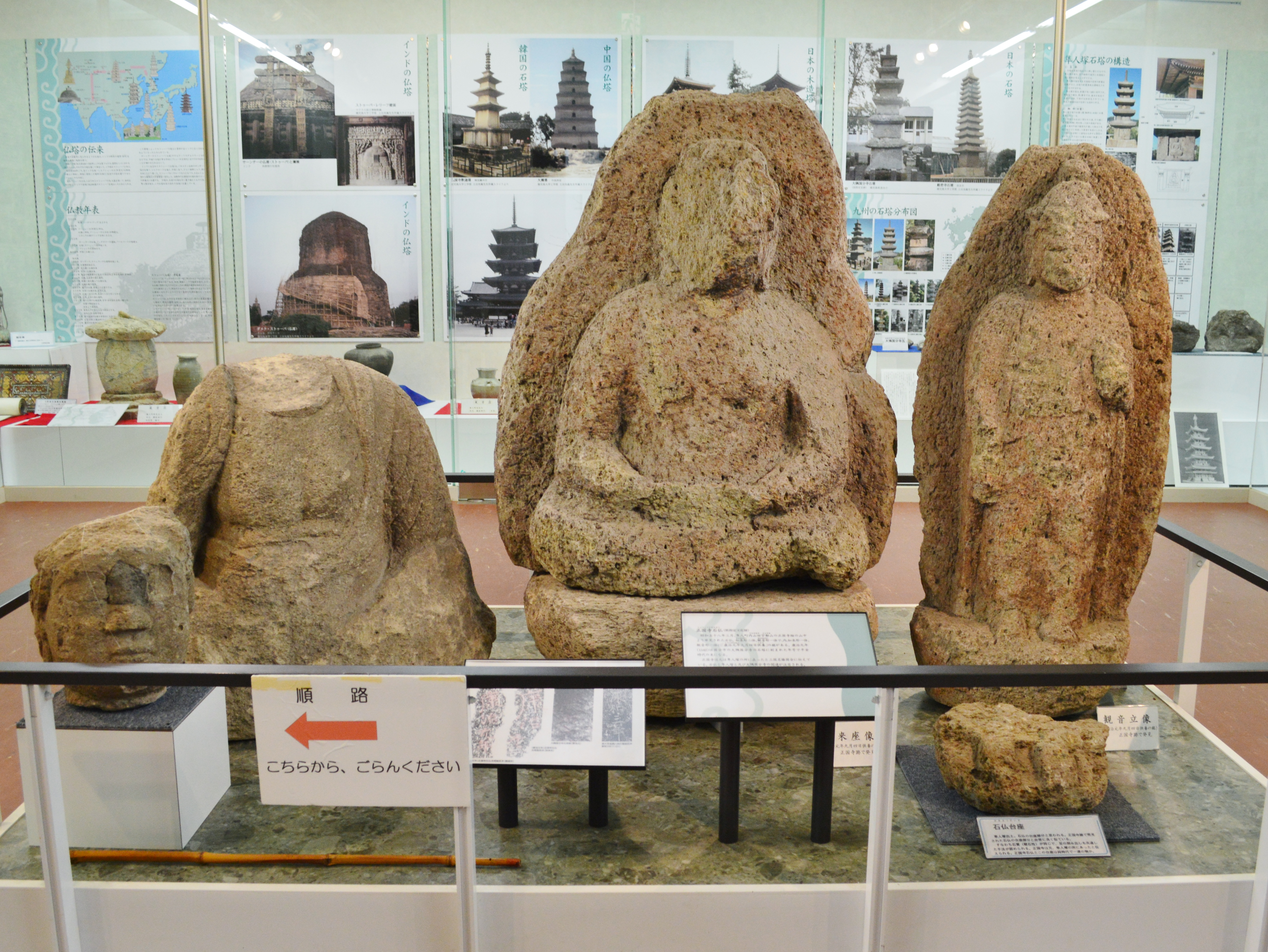
正国寺跡石仏
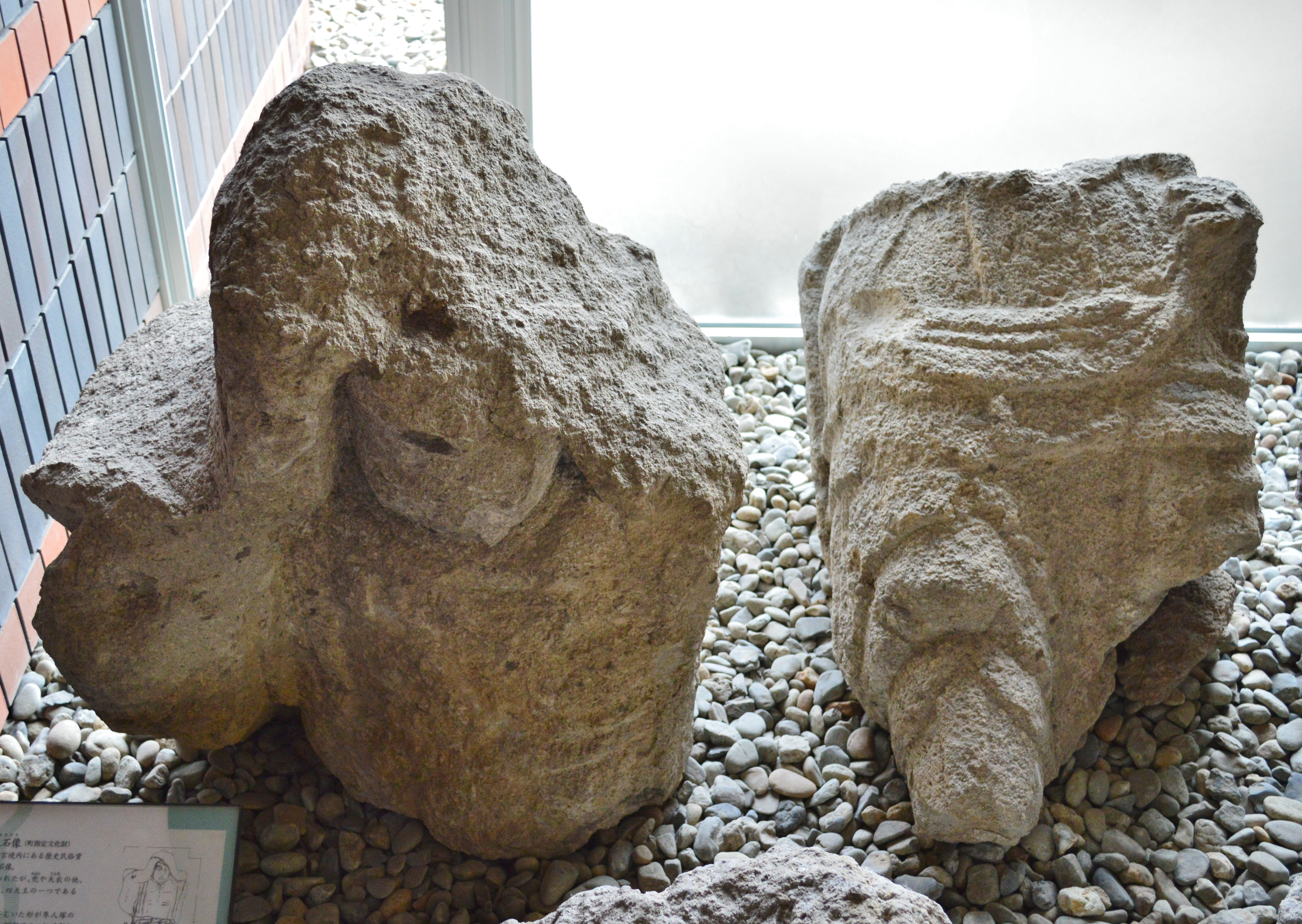
鹿児島神宮四天王石像